# Lochschwab
Lochschwab ist ein Gemeindeteil der Gemeinde Herrsching am Ammersee im oberbayerischen Landkreis Starnberg.
Der Ort liegt nordwestlich des Kernortes Herrsching direkt am 46,6 km² großen Ammersee. Die St 2067 verläuft durch den Ort. Das 107,5 ha große Naturschutzgebiet Herrschinger Moos und der 1,95 km² große Pilsensee erstrecken sich nordöstlich.
Die Bayrische Beamtenfachhochschule für Finanzwesen befindet sich am nordöstlichen Ortsrand zwischen den Straßen nach Hechendorf und Rausch.

## Baudenkmäler
siehe Liste der Baudenkmäler in Herrsching am Ammersee

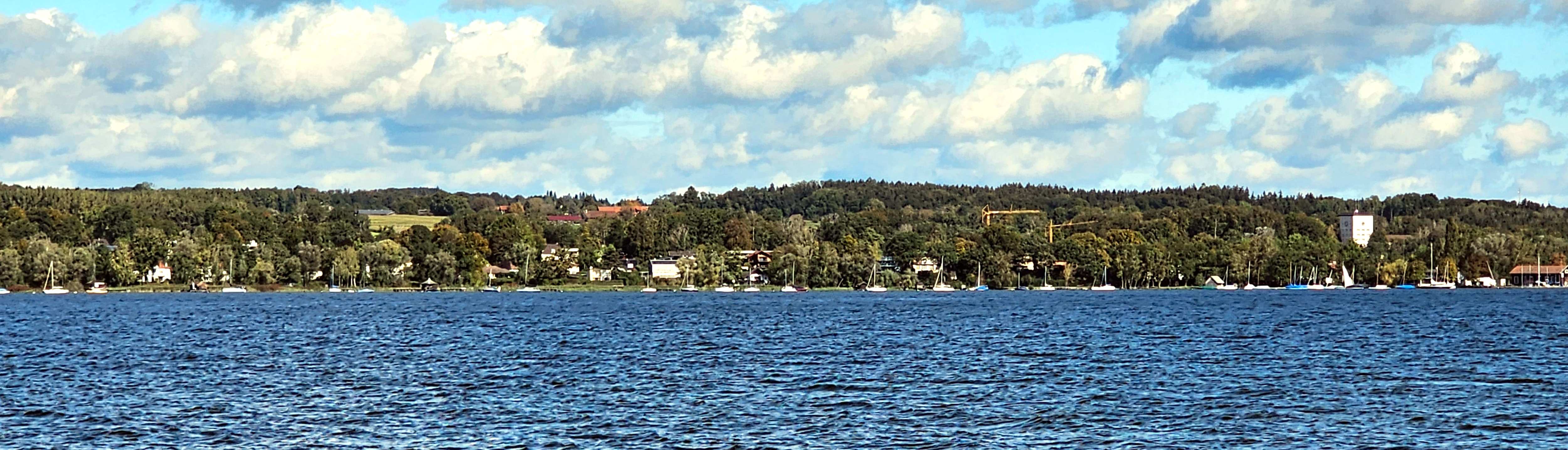
Lochschwab, vom nördlichen Abschnitt des Wartaweiler Seeuferwegs aus